# Wang Hao (jugador de tennis taula)
|  | Per a altres significats, vegeu «Wang Hao». |

Wang Hao (en xinès: 王皓; pinyin: Wáng Hào) (Changchun, república Popular de la Xina 1983) és un jugador de tennis de taula xinès, guanyador de cinc medalles olímpiques.

## Biografia
Va néixer el 15 de desembre de 1983 a la ciutat de Changchun, població situada a la província de Jilin.

## Carrera esportiva
Membre de l'exèrcit xinès, va participar als 20 anys en els Jocs Olímpics d'Estiu de 2004 realitzats a Atenes (Grècia), on aconseguí guanyar la medalla de plata en la prova indidivual maculina en perdre la final contra el sud-coreà Ryu Seung Min. En aquests mateixos Jocs participà en la competició masculina de dobles, fent parella amb Kong Linghui, finalitzant en novena posició.
En els Jocs Olímpics d'Estiu de 2008 realitzats a Pequín (Xina) aconseguí revalidar la seva medalla de plata en la prova individual, en perdre en aquesta ocasió contre el seu compatriota Ma Lin, i guanyà la medalla d'or en la prova per equips fent parella amb el mateix Lin i Wang Liqin.
En els Jocs Olímpics d'Estiu de 2012 celebrats a Londres (Regne Unit) tornà a finaltizar en segona posició en la competició individual, perdent en aquesta ocasió la final olímpica davant el seu compatriota Zhang Jike, si bé revalidà el seuu títol per equips fent parella amb el mateix Jike i Ma Long.
Al llarg de la seva carrera ha guanyat 14 medalles en el Campionat del Món de tennis de taula, vuit d'elles d'or; deu medalles en la Copa del Món de tennis de taula, sis d'elles d'or; i deu medalles en els Jocs Asiàtics, sis d'elles d'or.